# Raddiella
Genre
Raddiella est un genre de plantes monocotylédones de la famille des Poaceae, sous-famille des Bambusoideae, originaire des régions tropicales d'Amérique, qui comprend 9 à 13 espèces, et dont l'espèce-type est Olyra nana Döll..
Ce genre comprend les plus petit bambou du monde : Raddiella vanessae Judz..

## Description
C'est un genre de bambous herbacés, qui forme des plantes vivaces monoïques touffues, ou délicates, formant un tapis, et de durée indéterminée.
Les feuilles sont petites, pseudopetiolées, le limbe elliptique à ovale-triangulaire, souvent fortement asymétrique et à apex apiculé, présentant ou non des mouvements de sommeil. 
Les inflorescences sont petites, peu fleuries, 1 à plusieurs à partir des nœuds terminaux et axillaires, à peine extirpées des gaines foliaires. Celles sont terminales généralement staminées, parfois à la fois staminées et pistillées. Celles axillaires sont soit entièrement pistillées, soit avec des épillets à la fois pistillés et staminés.
Les pédicelles sont à des épillets pistillés légèrement cupulés à l'extrémité. 
Les épillets sont à une fleur : ceux pistillés larges étant légèrement plus courts que les épillets staminés plus étroits. 
Les épillets pistillés sont ovales-lancéolés, tombant entiers des pédicelles ou les glumes persistantes et le fleuron tombant. Les glumes sont à peu près égales, membraneuses, aussi longues que l'épillet, aiguës, à plusieurs nervures. Le fleuron est elliptique, aigu, glabre, finement coriace, de couleur paille ou devenant sombre à maturité, les marges du lemme enroulées sur les bords de la paléa. On compte 2 stigmates 2. 
Les épillets staminés sont portés par des pédicelles capillaires, linéaires à lancéolés, hyalins, à caducité précoce, dépourvus de glumes. On compte 3 étamines.

## Répartition
On rencontre ce genre au Panama, en Colombie, au Venezuela, à Trinidad et Tobago, au Guyana, au Suriname, en Guyane, au Brésil, et en Bolivie.

## Liste d'espèces
Selon GBIF (27 février 2025) :
- Raddiella esenbeckii (Steud.) C.E.Calderón ex Soderstr.
- Raddiella kaieteurana Soderstr.
- Raddiella kaieturana Soderstr., 1965
- Raddiella lunata Zuloaga & Judz.
- Raddiella malmeana (Ekman) Swallen
- Raddiella minima Judz. & Zuloaga
- Raddiella molliculma (Swallen) C.E.Calderón ex Soderstr.
- Raddiella potaroensis Soderstr.
- Raddiella vanessae Judz.

Selon Tropicos (27 février 2025) :
- Raddiella aratitiyopensis (J.R. Grande) J.R. Grande, 2016
- Raddiella colombiensis (Davidse & Zuloaga) J.R. Grande, 2016
- Raddiella esenbeckii (Steud.) C.E. Calderón & Soderstr., 1980
- Raddiella kaieteurana Soderstr., 1965
- Raddiella lateralis (J. Presl ex Nees) J.R. Grande, 2016
- Raddiella luetzelburgii (Pilg.) J.R. Grande, 2016
- Raddiella lunata Zuloaga & Judz., 1991
- Raddiella maipuriensis Soderstr., 1965
- Raddiella malmeana (Ekman) Swallen, 1948
- Raddiella micrantha (Kunth) J.R. Grande, 2016
- Raddiella minima Judz. & Zuloaga, 1991
- Raddiella molliculma (Swallen) C.E. Calderón & Soderstr., 1980
- Raddiella nana (Döll) Swallen, 1948
- Raddiella potaroensis Soderstr., 1965
- Raddiella ramosissima (Trin.) J.R. Grande, 2016
- Raddiella truncata Swallen, 1948
- Raddiella vanessae Judz., 2007